# 赫什 (印第安納州)
赫什（英語：Hursh）是位於美國印地安納州艾倫縣的一個非建制地區。該地的面積和人口皆未知。

## 地理
赫什的座標為41°14′53″N 84°58′27″W / 41.24806°N 84.97417°W，而該地的平均海拔高度為242米（即794英尺）。